# Blue Springs (Missouri)
Blue Springs is een plaats (city) in de Amerikaanse staat Missouri, en valt bestuurlijk gezien onder Jackson County.

## Demografie
Bij de volkstelling in 2000 werd het aantal inwoners vastgesteld op 48.080.
In 2006 is het aantal inwoners door het United States Census Bureau geschat op 53.885, een stijging van 5805 (12,1%).

## Geografie
Volgens het United States Census Bureau beslaat de plaats een oppervlakte van
47,2 km², waarvan 47,1 km² land en 0,1 km² water. Blue Springs ligt op ongeveer 259 m boven zeeniveau.

## Plaatsen in de nabije omgeving
De onderstaande figuur toont nabijgelegen plaatsen in een straal van 16 km rond Blue Springs.